# 福戸村
福戸村（ふくどむら）は、かつて新潟県古志郡にあった村。

## 沿革
- 1889年（明治22年）4月1日 - 町村制施行に伴い古志郡福道村、大荒戸村、道満村、高野村、片端村、南新保村が合併し、福戸村が発足。
- 1954年（昭和29年）11月1日 - 長岡市に編入され消滅。